# Soala de Casteràs
Soala de Casteràs és un monument del municipi de Bossòst (Vall d'Aran) inclòs en l'Inventari del Patrimoni Arquitectònic de Catalunya.

## Descripció
Cavitat natural al peu d'Era Castèra de Bòssot orientada a la solana i amb filtracions d'aigua. Els forats excavats a la paret indicarien estructures de fusta, tal vegada per pujar fins al castell, en el cim de la penya. Si conserva un mur de tancament que barraria tota la boca de la cova, amb porta centrada en el parament, i estructura semicircular unida al mur mitjançant una cantonada en degradació a l'angle de llevant, fet que a donat per a la seva identificació amb la capella castral de Santa Eulàlia, bé que la manca de continuïtat d'aquest element fa pensar més aviat en una bestorre que controlava directament l'antic camí d'accés.

## Història
De bell antuvi la balma hauria estat un «oppidum» cèltic, enfront de romanització bastant intensa a la controlada. En bona lògica la fortificació de la balma seria anterior al procés de senyorialització de Bossòt era en desús, fet que indica que la cova seria aprofitada en el decurs de les invasions franceses; l'any 1653 consta que la vila de Bossòst fou cremada per aquests.